# The Love Route
The Love Route è un film muto del 1915 sceneggiato e diretto da Allan Dwan. La sceneggiatura si basa su The Love Route, lavoro teatrale di Edward Peple andato in scena al Lincoln Square Theatre di Broadway il 30 ottobre 1906.

## Trama
La linea ferroviaria che deve passare su alcuni terreni provoca una faida tra due allevatori che hanno i loro ranch confinanti: sia il vecchio Ashby che il colonnello Houston vengono uccisi e i loro figli, John e Allene, pur se innamorati, si trovano costretti a continuare la lotta iniziata dai loro genitori. Mentre John Ashby trova un accordo con la ferrovia, Allene Houston prosegue la lotta contro l'esproprio dei terreni aiutata dal suo caposquadra, Harry Marshall, un uomo duro e ambizioso che mira a sposarla. La giovane donna, che ha giurato di non fare passare mai il treno sulla sua terra, sta per vincere la sua battaglia quando John resta ferito, colpito da uno degli uomini di Allene. Lei, allora, si rende conto di essere ancora innamorata di lui e abbandona la sua posizione intransigente per amor suo.

## Produzione
Il film, con il titolo di lavorazione The Woman of It, fu prodotto dalla Famous Players Film Company.

## Distribuzione
Distribuito dalla Paramount Pictures e presentato da Daniel Frohman, il film uscì nelle sale cinematografiche USA il 25 febbraio 1915.